# Іранський календар
Іранський (перський) календар — календар сонячної хіджри, розроблений з участю Омара Хаяма і відтоді кілька разів уточнявся, веде літочислення від хіджри, але полягає в сонячному (тропічному) році, на відміну класичного ісламського календаря, тому його місяці завжди припадають на одні й ті ж пори року. Початок — день весняного рівнодення (новруз, чи персько-таджицький Адже).
Високосні роки визначаються інакше, ніж у григоріанському календарі: високосним вважається рік, під час ділення числового значення якого на 33 залишок становить 1, 5, 9, 13, 17, 22, 26 чи 30; в такий спосіб, у кожному 33-річному періоді 8 високосних років, й відповідна середня тривалість року становить 365,24242 дня, що дає помилку один день за 4500 років. Перський календар у цьому плані точніший від григоріанського.
До 1925 року в Ірані (Персії) попри давнину й знаменитість іранського, офіційно вживався лише класичний ісламський календар (як за документам шахського уряду, російська місія на чолі з Грибоєдовим була винищена 6 шаабана 1244 року, тобто 11 лютого 1829 року). Після 1925 року перський календар став офіційним, зате популярний у народі 12-річний тваринний цикл китайського календаря був заборонений.
Нині, крім Ірану, перський календар офіційно вживається з 1957 року в Афганістані, особливо у іраномовних (дарі і таджицьких) регіонах. Однак в Афганістані замість перських імен місяців використовуються назви знаків зодіаку: у дарімовних — арабські, у пуштунів — пуштунські.